# يوكي كاتو
يوكي كاتو (باليابانية: 加藤 有輝) (مواليد 20 سبتمبر 1997)، هو لاعب كرة قدم سابق كان يلعب كحارس مرمى.

## وصلات خارجية
- يوكي كاتو على موقع رابطة كرة القدم اليابانية للمحترفين (اليابانية)
- يوكي كاتو على موقع قاعدة بيانات كرة القدم.إي يو (الإنجليزية)
- يوكي كاتو على موقع Soccerway.com (الإنجليزية)
- يوكي كاتو على موقع عالم كرة القدم.نت (الإنجليزية)